# Mönchszikade

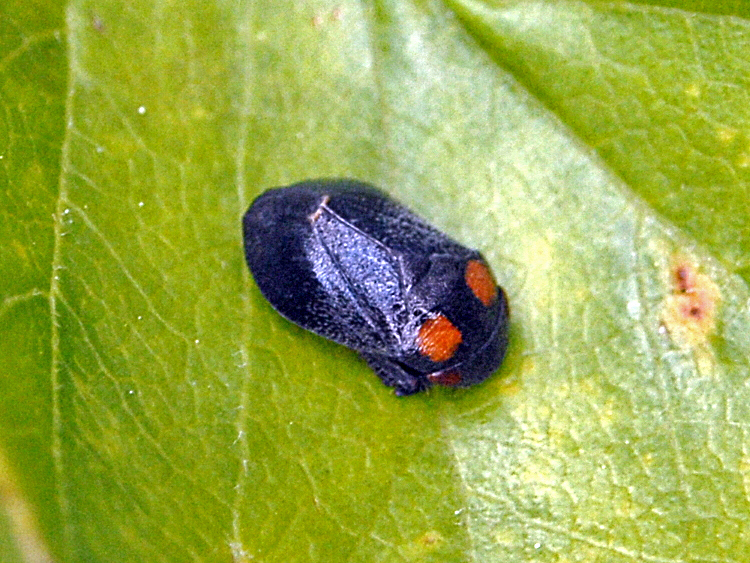
Penthimia nigra – mit zwei orangen Flecken auf dem Halsschild

Die Mönchszikade (Penthimia nigra) ist eine Zwergzikade aus der Unterfamilie der Mönchszikaden (Penthimiinae).

## Merkmale
Die Zikaden werden 4–5,5 mm lang. Ihre Grundfärbung variiert von schwarz bis orange-braun. Auf dem Halsschild befinden sich zwei größere orangefarbene Flecke, die aber auch fehlen können. Am Hinterleibsende überlappen sich die Vorderflügel leicht. Die Augen sind rotbraun.

## Vorkommen
Die Mönchszikade kommt in der westlichen Paläarktis vor. Sie ist in Mittel- und Südeuropa vertreten. Auf den Britischen Inseln und in Skandinavien fehlt die Art. Nach Osten reicht ihr Vorkommen bis in den Nahen Osten.

## Entwicklungsstadien
Im Folgenden Bilder der Mönchszikade als Nymphe.

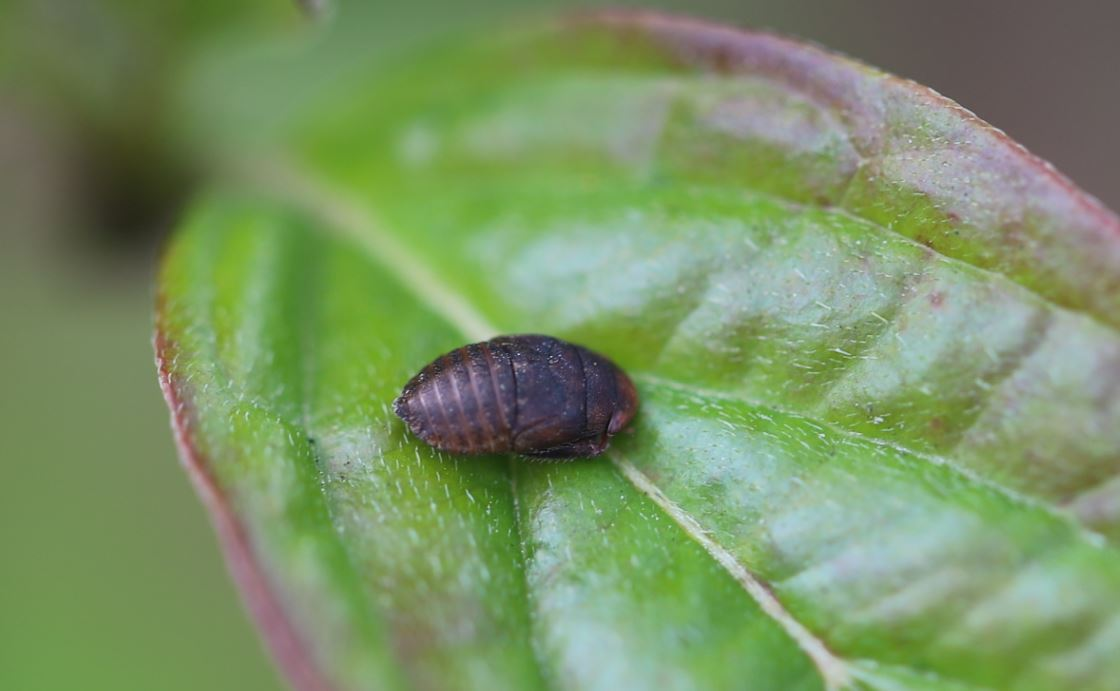
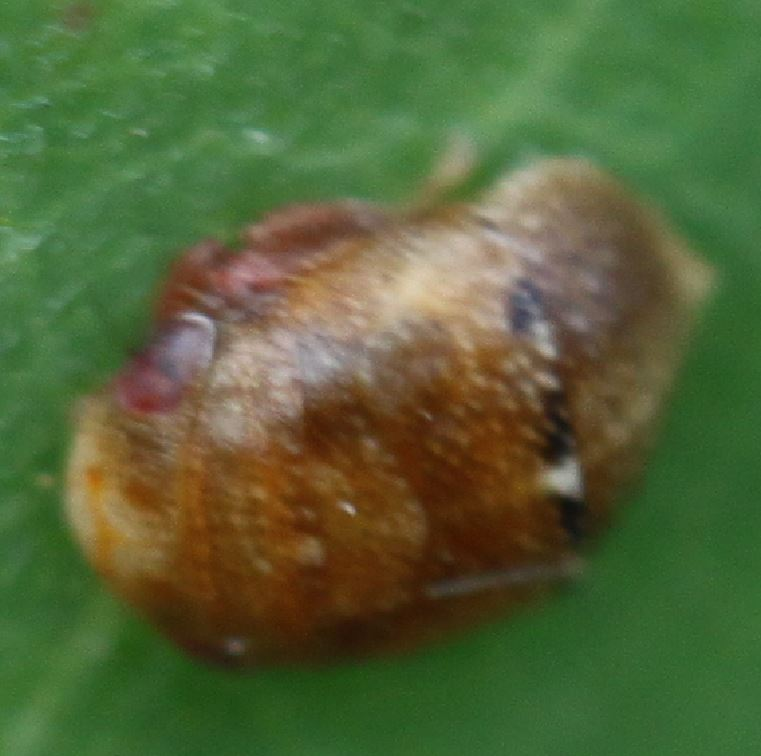
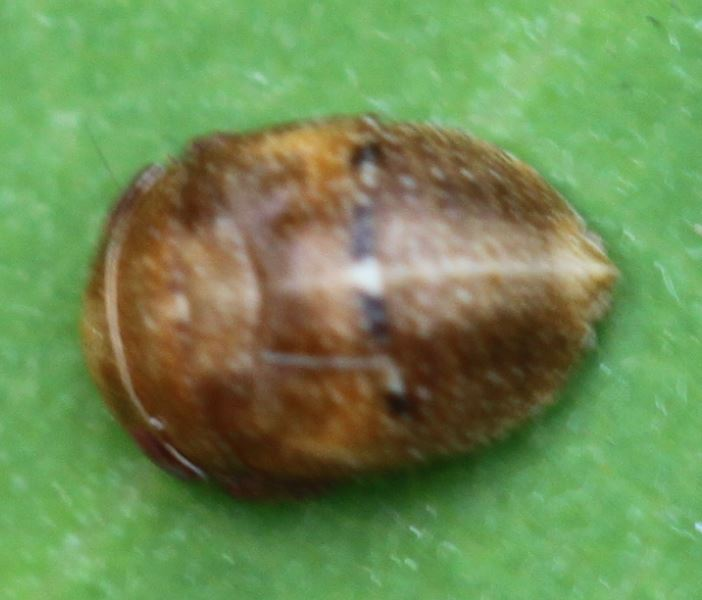
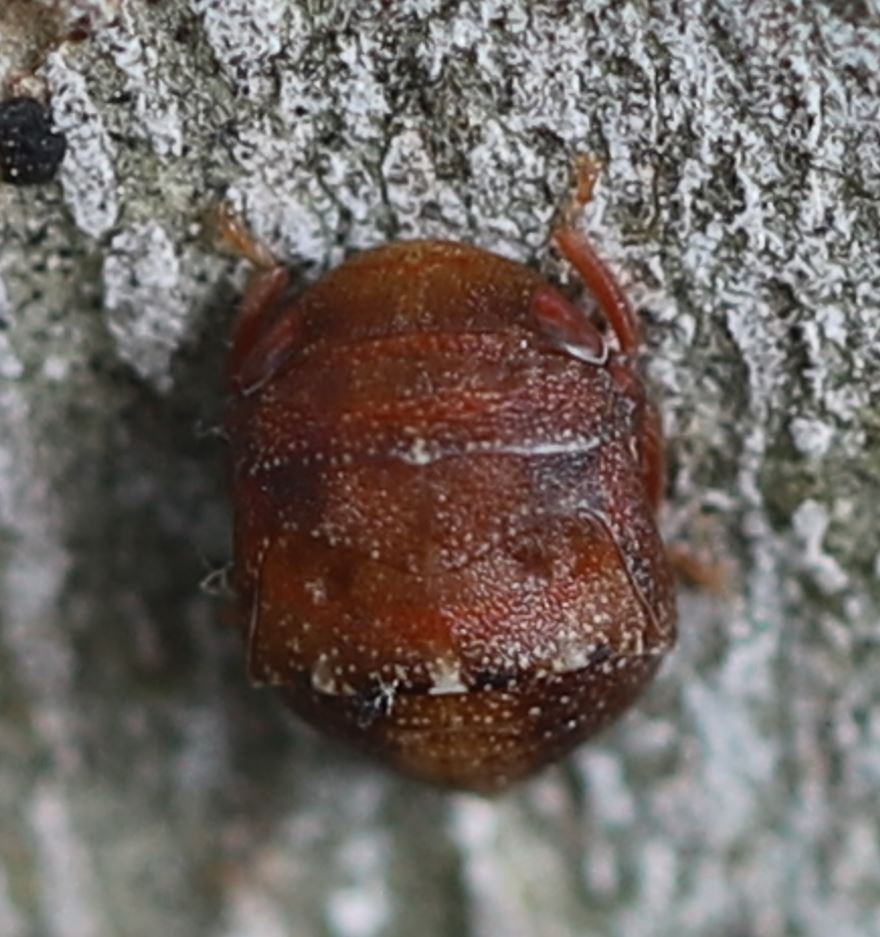
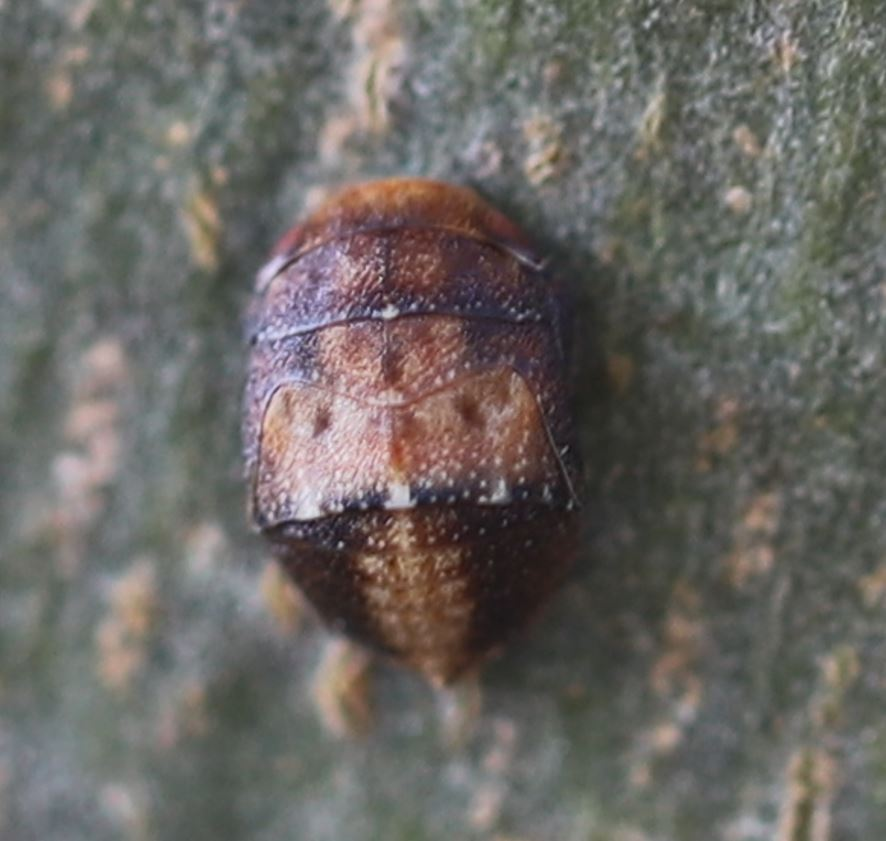

## Lebensweise
Man findet die Zikaden an verschiedenen Bäumen, insbesondere an Pappeln (Populus) und an Eichen (Quercus). Sie saugen an Blättern und Stängeln dieser Bäume. Die Imagines einer Generation fliegen gewöhnlich von Ende April bis Anfang Juli. Die überwinternden Nymphen erscheinen im September und sind im Folgejahr teilweise noch bis Ende Mai zu beobachten.